# Các Đám mây Magellan

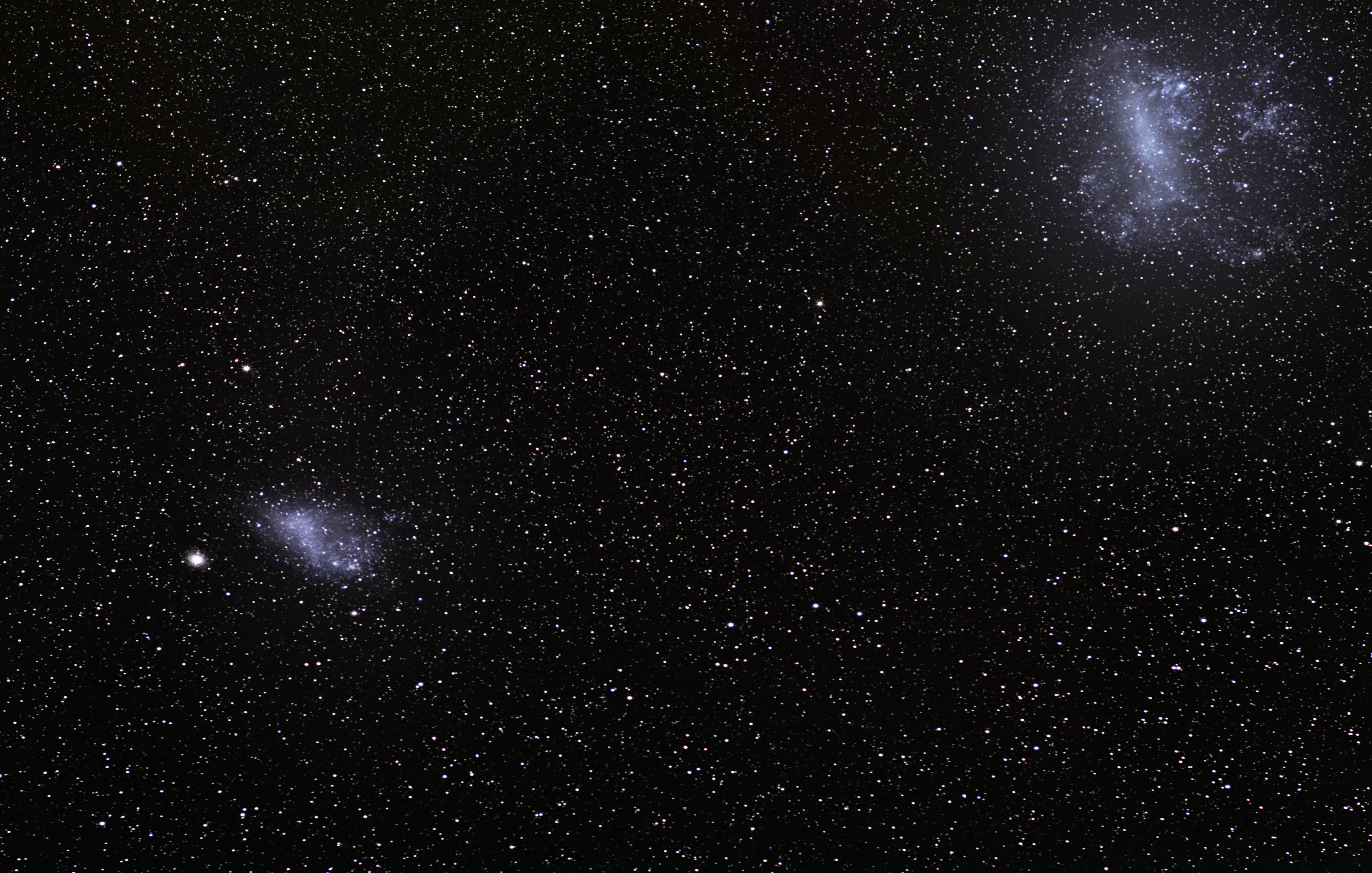
Đám Mây Magellan Lớn và Nhỏ

Các Đám mây Magellan là hai thiên hà lùn vô định hình nhìn thấy được trên bầu trời ở bán cầu Nam; chúng là thành viên của Nhóm Địa Phương và đang trong quỹ đạo quay quanh Ngân Hà. Hai thiên hà này là:
- Đám mây Magellan Lớn (LMC), cách khoảng 163 nghìn năm ánh sáng.
- Đám mây Magellan Nhỏ (SMC), cách khoảng 206 nghìn năm ánh sáng.

## Lịch sử
Có lẽ dữ liệu cổ nhất còn tồn tại đến ngày nay có đề cập đến sự tồn tại của những đám mây này là từ nền văn hóa Khoisan ở khu vực Nam Phi. Tổ tiên của họ dường như khá tách biệt với tất cả những người khác trong khoảng thời gian 100–200 nghìn năm.